# Грушевенко Михайло Мусійович
Михайло Мусійович (Мойсейович) Грушевенко (нар. 1892 — розстріляний 1938) — український радянський державний діяч, в.о. голови Запорізької міської ради.

## Життєпис
Закінчив міську школу. Працював рахівником.
У 1913—1917 роках — на військовій службі в російській армії. Служив на Чорноморському флоті і на фронті, учасник Першої світової війни.
У 1917 році брав активну участь у створенні Червоній гвардії і партизанських загонів.
Член РКП(б) з березня 1918 року.
З 1918 року служив у Червоній армії: військовий комісар полку, військовий комісар артилерійського управління 58-ї дивізії, голова реввійськтрибуналу 52-ї дивізії і 2-ї окремої кавалерійської бригади РСЧА. У боях з білогвардійцями чотири рази був поранений. З 1920 року працював начальником особового відділу при надзвичайній комісії (ВЧК).
У 1921 році — заступник голови виконавчого комітету Херсонської повітової ради.
У 1922—1929 роках — на господарській та кооперативній роботі, голова спілки споживчих товариств «Дніпробуд» у місті Миколаєві.
У 1930—1932 роках — заступник голови Одеського центрального робітничого кооперативу (церобкоопу) і голова торговельно-споживчого товариства залізничників.
У 1932—1934 роках працював на водному транспорті: начальник районної управи Нижньодніпровського пароплавства, а з організацією нового порту на Дніпробуді — начальник порту Великого Запоріжжя.
У грудні 1934 — грудні 1937 року — заступник голови Запорізької міської ради і голова Запорізької міської планової комісії.
2 — 25 жовтня 1936 року і у червні — 22 вересня 1937 року — виконувач обов'язків голови Запорізької міської ради.
У грудні 1937 року заарештований органами НКВС. 3 січня 1938 року засуджений Військовою колегією Верховного суду СРСР до розстрілу.
Посмертно реабілітований.